# Bred binnikemask
Bred binnikemask eller fiskbinnikemask, Dibothriocephalus latus (tidigare Diphyllobothrium latum), är en parasitisk bandmask där fiskätande däggdjur som exempelvis människa och björn fungerar som slutvärd. Masken är platt, vit eller gulaktig och liknar ett en centimeter brett band med leder, avsmalnande mot huvudändan. Den blir vanligtvis mellan 4 och 15 meter lång, men kan i vissa fall bli betydligt längre. Tillväxthastigheten kan vara så hög som upp till 22 cm per dag, och man har påträffat binnikemask i människa med en ålder på över 25 år.  Omkring 20 miljoner människor i världen var infekterade år 2009 och antalet bedöms öka, på grund av antalet populära maträtter som innefattar okokt fisk. Dock är vetskapen kring infektionen relativt stor, samt behandlingen effektiv och enkel.

## Taxonomi och systematik

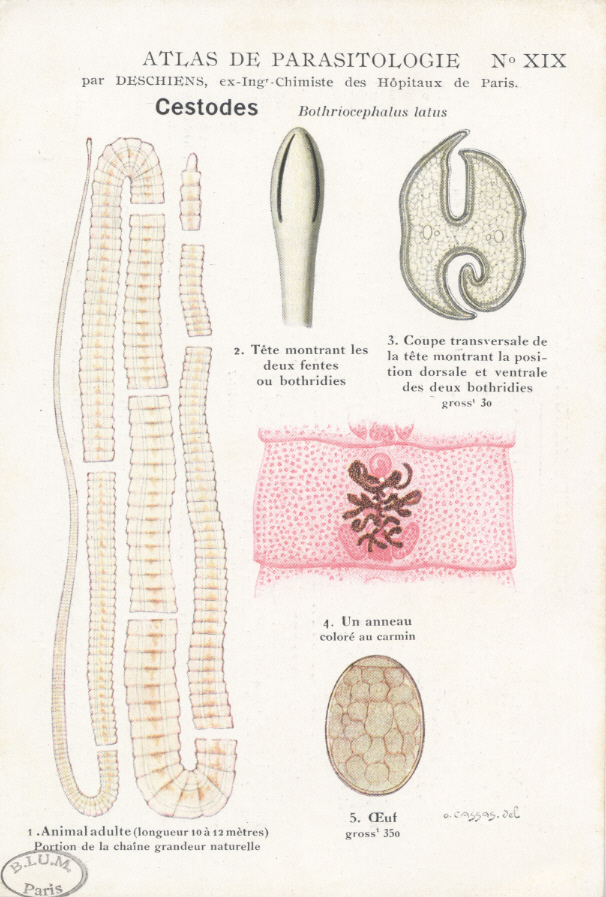
Anatomiposter av bred binnikemask

### Historia
Bred binnikemask var en av de första parasitiska plattmaskarna som blev identifierad som en humanparasit på grund av sin storlek. Arkeoparasitologisk data från mumier och koproliter (fossiliserad avföring) visar att människor och bred binnikemask samexisterat under en lång tid. I mumierna och avföringen hittades ägg från diphyllobothriida binnikemaskar åtminstone sedan den tidiga neolitiska perioden i Europa och Sydamerika.
År 1592 beskrevs en igenkännbar form av bred binnikemask av två schweiziska läkare, först av Thaddeus Dunus i Lucarno, och något senare av Gaspard Wolphinus i Zurich.
Den som var först med att identifiera källan till infektion hos människor av bred binnikemask var den finska forskaren H. D. Spöring år 1747. Han upptäckte att människor som bodde nära fiskrika sötvattenkällor såsom sjöar och floder hade fler bandmaskinfektioner än människor som bodde på andra geografiska platser.

### Fylogeni
Fram till 2017 ingick bred binnikemask i släktet Diphyllobothrium men det har visats att det släktet var polyfyletiskt och bestod av nära besläktade taxa med olika evolutionärt ursprung. De arter som till största del infekterar människor flyttades till det återinförda släktet Dibothriocephalus.
Familjen Diphyllobothriidae har visats innehålla 58 olika arter fördelade i 13 släkten som skiljer sig åt i slutvärdar och miljö.

## Utbredningsområde

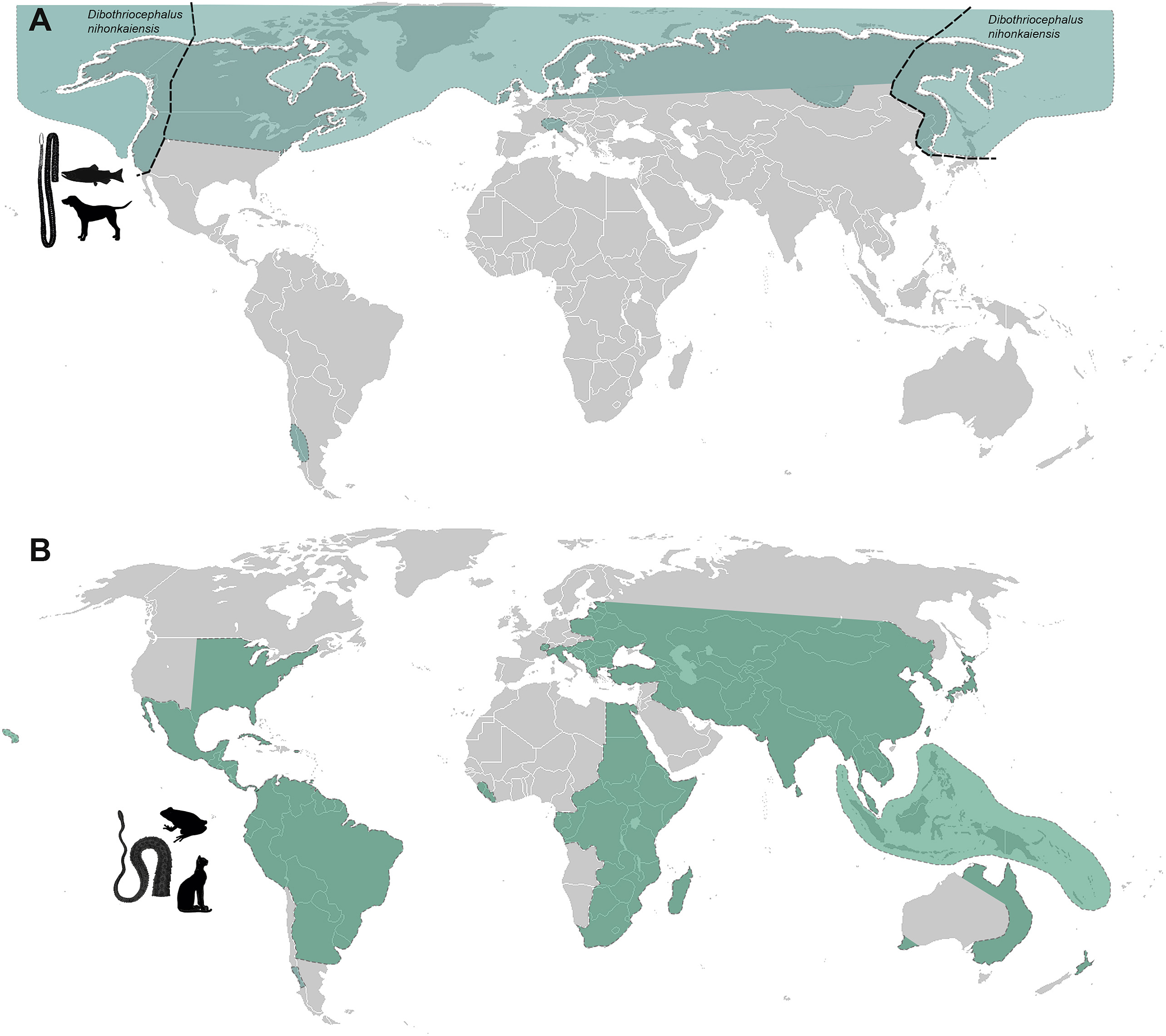
Utbredningsområden för två släkten diphyllobothriid bandmask: A – Dibothriocephalus spp., B – Spirometra spp.

Binnikemasken sprids via insjöfisk, eftersom det planktondjur som krävs för livscykeln saknas i saltvatten. Dock kan en infekterad värd, som till exempel laxen, vilken vandrar mellan sött och salt vatten, föra smittan vidare ut i havet och överföra den till nästa värd. Detta bidrar till ett vida utbredningsområde, men allra vanligast är dock de kalla vattnen i Europa, såsom de alpina områdena i Schweiz, Italien och Frankrike. Över 200 fall av infekterade individer dokumenterades här mellan år 1987 och 2002, och mellan år 2002 och 2007 var siffran 330 st. Även Asien har en frekvent rapportering av infektionen, främst i kustområdet längs japanska havet. Här uppkommer årligen runt 100 fall  sedan 1970-talet. Bandmasken var till omkring 1970 speciellt vanlig i Finlands östra delar, där befolkningen brukade äta gravad gädda, och man fick stora problem med insjuknade individer. Maskinfektionen har därefter starkt minskat  tack vare kampanjer som t.ex. "ät inte rå fisk”, och numera drabbas runt 20 individer per år. Färska rapporter om spridning i Australien och Afrika saknas, vilket kan bero på att dessa områden är skonade från infektionen.    
Det går att se en kraftig ökning av antalet drabbade människor globalt sett under de senaste decennierna. På 1970-talet beräknades runt 9 miljoner vara infekterade av binnikemasken. År 2009 låg siffran på 20 miljoner smittade. Detta antas bero på den ständigt ökande populariteten av maträtter som innefattar okokt fisk, vilket ökat spridningen markant även i välutvecklade länder.

## Livscykel

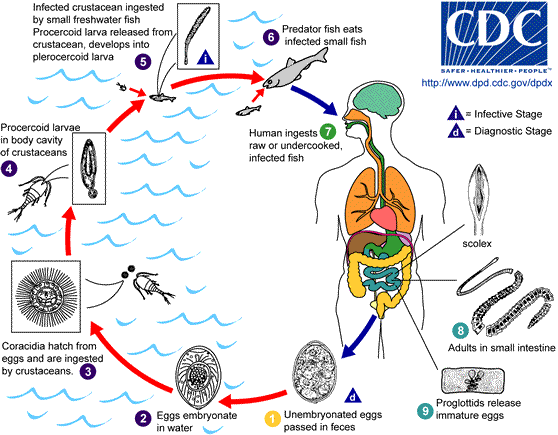
Livscykel: Befruktade ägg passerar via avföring ut i vattnet där de övergår till embryon. Dessa förtärs av kräftdjur där embryona utvecklas till procercoidlarver. Kräftdjuren äts upp av mindre fiskar, där larverna utvecklas ytterligare, och som i sin tur äts upp av större fiskar. Människan äter slutligen den okokta fisken, där larverna fäster till tunntarmsväggen och utvecklas till vuxna maskar.

### Utveckling
Binnikemaskens livscykel är alltid kopplad till vatten, då den första larvformen är vattenlevande och måste passera genom sin första intermediära värd hoppkräftor. De könsmogna individerna av bred binnikemask är hermafroditiska och kan därför befrukta sig själva. När de lever i däggdjurs inälvor, producerar de ägg, som sedan lämnar värden genom avföringen. Om äggen kommer ut i vattnet i sjöar och vattendrag, äts de av den första intermediära värden hoppkräftor, där de utvecklas till larvstadiet. Sedan förs bandmasken över till sin andra intermediära värd, fisk, genom att fisken äter en infekterad hoppkräfta. Fisken äts sedan av däggdjur, och binnikemasken har på så sätt nått sin definitiva värd.

### Slutvärdar
De tidigare avvikande släktena av diphyllobothriider nådde från färskvatten till havslevande däggdjur genom adaptiv radiering. De senare avvikande släktena, där bred binnikemask ingår, har landlevande däggdjur samt fiskätande fåglar som slutvärdar.

## Anatomi

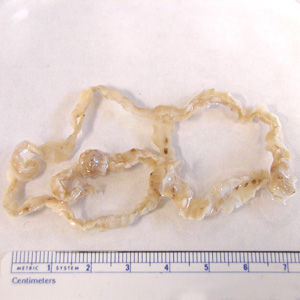
Fullvuxet exemplar av binnikemask

De fullvuxna individerna av binnikemasken växer upp till 4–15 m i längd. De är platta och vitbruna till färgen. Bandmaskens kropp består av segment, och varje segment innehåller en uppsättning hanliga och honliga könsorgan, vilket möjliggör dess höga fruktbarhet. De saknar mun och tar upp sin föda genom absorption. Födan innehåller av en stor del av slutvärdens tillgång till vitamin B-12. Kroppen är stor jämfört med andra bandmaskar. Huvudet (scolex) är en skedform rullad till en lång lans och har sugveck snarare än de sugskålar som återfinns på många andra bandmaskar.

### Reproduktionsorgan
I varje segment av binnikemasken hittas testiklar och äggblåsor. Livmodern löper i en loop genom segmentet från äggstockarna till ytan där ägg släpps ut. Arten avyttrar könsorgan under livstiden.

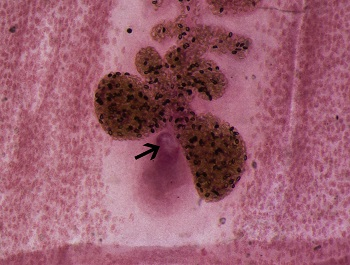
Könsspor på ventrala ytan av könsorganet där äggen släpps ut.

## Patogena effekter hos människor
Infektionen som orsakas av binnikemasken kallas Diphyllobothriosis och är en tarmparasitisk zoonotisk infektion. Diphyllobothriosis kan orsaka skada hos människor, och har inga positiva effekter. Symptomen är ofta obemärkta i början, med tiden uppkommer symptom såsom exempelvis aptitförändringar, avmagring, utmattning, huvudvärk och anemi (blodbrist). Även besvär som buksmärtor, förstoppning, diarré, yrsel och illamående är vanliga. Hos människan lever bandmasken i tarmen som parasit, och tar i vuxen ålder upp stora mängder vitamin B12 ur värdens tarminnehåll och förorsakar brist på detta vitamin hos bäraren. Är bristen djup uppstår så kallad megaloblastisk anemi, morfologiskt identisk med perniciös anemi. Speciellt finländska forskare har studerat denna anemi. Orsaken till de flesta infektioner av människor är troligtvis zoonotisk, alltså parasiter som kan smittas mellan djur och människor av en slump.
Diagnos kan ställas genom påvisning av ägg i avföringsprov (mikroskopi). Även utstötta masksegment kan i vissa fall ses direkt i avföringen. Behandlingen är mycket effektiv. En infekterad människa behandlas numera med preparatet niklosamid, tidigare med extrakt på roten av ormbunken träjon (Dryopteris filix-mas).